# Gustav Kasselstrand

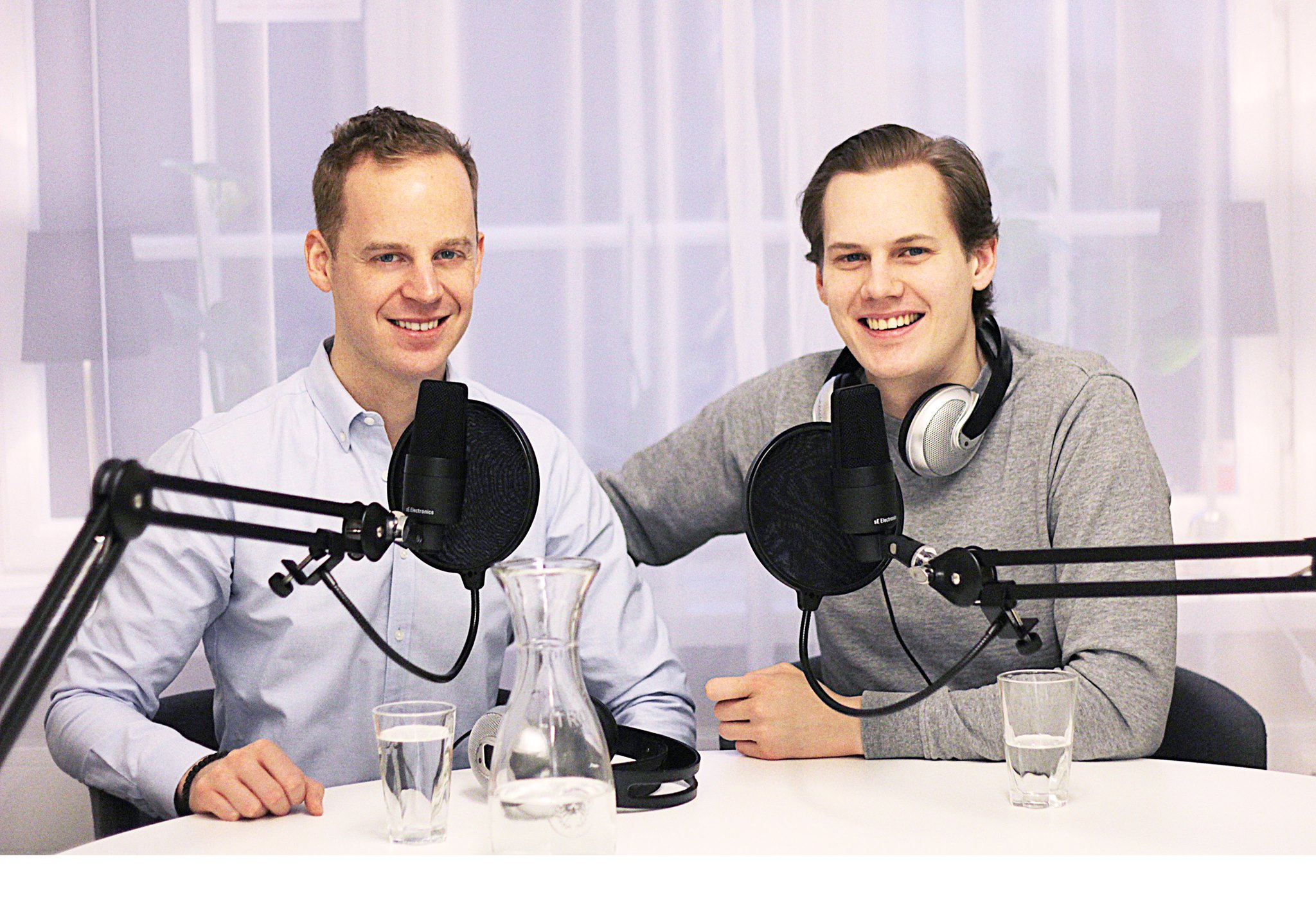
Gustav Kasselstrand lanserade i januari 2016 podcasten "Den kokta grodan" tillsammans med Erik Berglund.

Gustav Mattias Anton Kasselstrand, född 27 juni 1987 i Östra Eds församling i Valdemarsviks kommun, Östergötlands län, är en svensk politiker och partiledare för Alternativ för Sverige.
Kasselstrand var förbundsordförande för Sverigedemokratisk Ungdom (SDU) mellan 2011 och 2015 och politisk sekreterare för Sverigedemokraterna i Sveriges riksdag från januari 2011 till november 2012. Kasselstrand uteslöts våren 2015 ur Sverigedemokraterna men satt kvar som ordförande i SDU fram till hösten samma år, då Jessica Ohlson tog över posten och Sverigedemokraterna klippte banden till SDU. Sedan 2018 är han partiledare för Alternativ för Sverige.

## Uppväxt och studier
Gustav Kasselstrand växte upp i Valdemarsvik i Östergötland. Mellan 2006 och 2010 studerade Kasselstrand nationalekonomi och tyska vid Handelshögskolan vid Göteborgs universitet. Kasselstrand har en masterexamen i ekonomi med finansinriktning från Aalto-universitetet i Helsingfors.

## Politisk karriär

### Sverigedemokratisk Ungdom
Under valrörelsen 2010 var Kasselstrand andre vice ordförande i partidistriktet Sverigedemokraterna Göteborg och kampanjorganisatör för centrala Göteborg.
Vid SDU:s förbundskongress den 20 november 2010 valdes Kasselstrand till vice ordförande i SDU. Vid sidan av uppdraget arbetade Kasselstrand mellan 2011 och 2012 som politisk sekreterare vid Sverigedemokraternas riksdagskansli, med inriktning på arbetsmarknads-, finans- och skattepolitik.
Efter att ordföranden William Petzäll avträdde sin post våren 2011 utsågs Kasselstrand till tillförordnad ordförande i ungdomsförbundet. Inför SDU:s ordinarie förbundskongress 2011 föreslog en enig valberedning Gustav Kasselstrand till ordinarie förbundsordförande i Sverigedemokratisk Ungdom. På förbundskongressen den 10 september valdes Kasselstrand till SDU:s förbundsordförande enhälligt med acklamation.
Under Kasselstrands tid som ordförande växte sprickan mellan Sverigedemokraterna och ungdomsförbundet. Förbundet anklagades för att vara allt för offentligt kritiska mot moderpartiet. Bland annat publicerade Kasselstrand och SDU:s vice ordförande William Hahne en debattartikel där de kritiserade SD:s politik gällande Israel–Palestina-konflikten. I november 2012 kritiserade Kasselstrand och Hahne återigen moderpartiet och dess behandling av Erik Almqvist i den uppmärksammade "Järnrörsskandalen". Den senare tvisten ledde till att Kasselstrand förlorade sin tjänst som politisk sekreterare vid Sverigedemokraternas riksdagskansli.
Vid Barack Obamas besök i Stockholm 2013 uppmärksammades Kasselstrand för en kommentar på Twitter om att han hellre skulle välkomna Rysslands president Vladimir Putin än Obama till Stockholm.
Kasselstrand ledde förbundet genom supervalåret 2014. På kongressen den 28–30 november 2014 utmanades han om ordförandeposten av Henrik Vinge men gick segrande ur striden. 
Våren 2015 väcktes uteslutningsärenden mot både Kasselstrand och William Hahne, efter att Hahne valts till ordförande för Sverigedemokraterna i Stockholms stad mot partiledningens vilja. De båda uteslöts den 27 april, men satt kvar på sina positioner i SDU till ordinarie kongress i september. Samtidigt lanserades dåvarande förbundssekreterare Jessica Ohlson som ny ordförandekandidat. Ohlson, som ansågs stå Kasselstrand nära, vann ordförandestriden mot Tobias Andersson på förbundskongressen hösten 2015. Sverigedemokraterna valde då att klippa alla band med ungdomsförbundet.
2016 flyttade Kasselstrand till Finland.

### Alternativ för Sverige
2018 lanserades partiet Alternativ för Sverige med Kasselstrand som ordförande och flera andra tidigare SDU-medlemmar i toppskiktet. Partiet ställde upp i valet samma år, där de fick 0,31 % av rösterna.